# Celatone

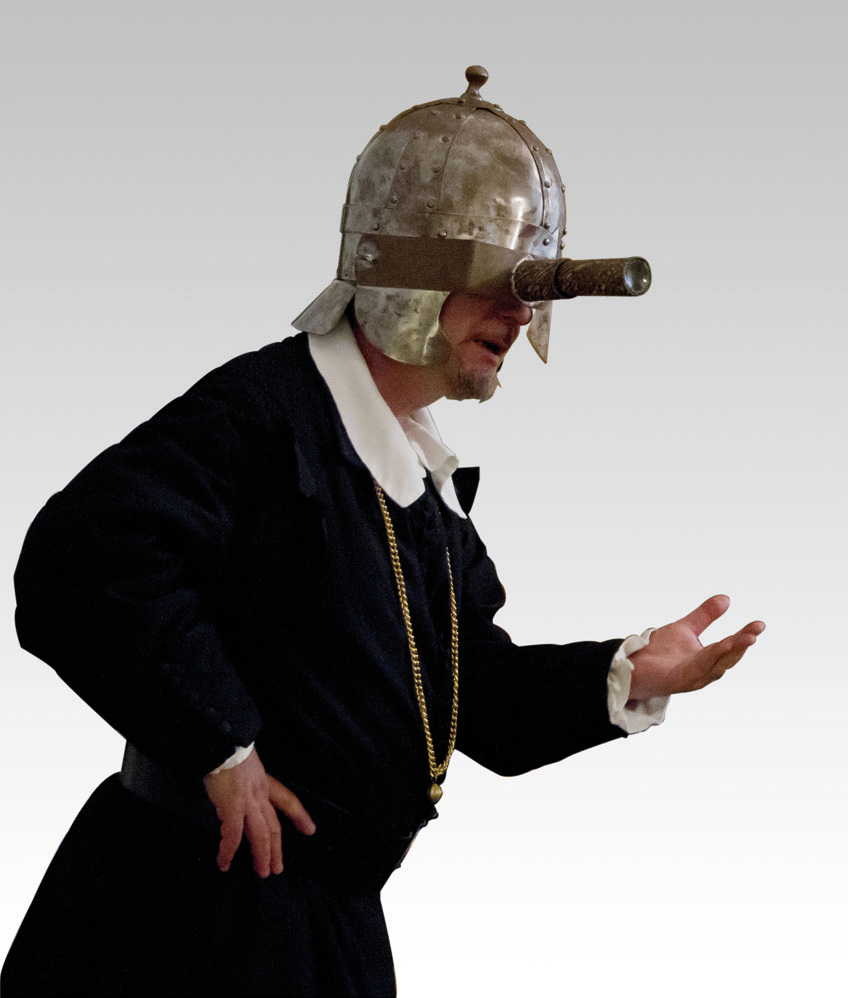
Ricostruzione del funzionamento del celatone.

Il celatone è uno strumento ideato da Galileo Galilei per osservare i satelliti di Giove con la quali è possibile determinare la longitudine in mare.

## Storia

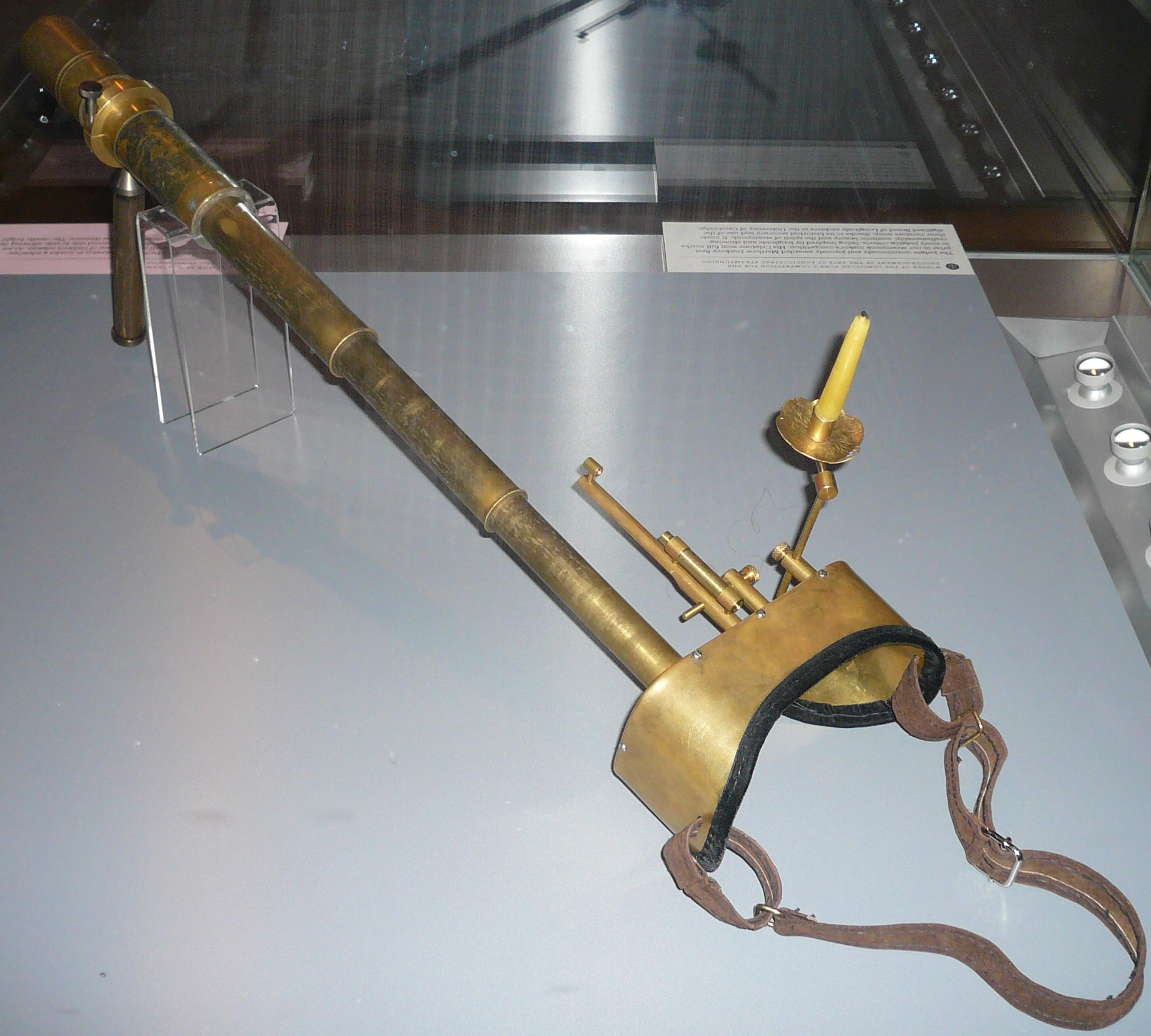
Celatone di Matthew Dockrey (Museo del Royal Observatory, Greenwich, UK)

Per poter utilizzare i satelliti di Giove come un orologio per determinare la longitudine in mare, osservandoli con un cannocchiale dal ponte di una nave in continuo movimento, Galileo (1564-1642) inventò un dispositivo che chiamò celatone. Esso consisteva di un elmetto metallico al quale, per mezzo di un'apposita visiera, era fissato un piccolo cannocchiale. La visiera, incernierata ai lati dell'elmetto, poteva essere regolata in modo da allineare l'asse del cannocchiale con l'occhio dell'osservatore. In questo modo, essendo la testa in grado di adeguare continuamente la mira ai repentini movimenti della nave, il pianeta sarebbe stato costantemente inquadrato nel campo del cannocchiale.
Successivamente Galileo concepì una diversa soluzione. Egli immaginò un recipiente di forma emisferica, dentro al quale si disponeva il marinaio addetto all'osservazione. Questo contenitore galleggiava sull'olio contenuto in una vasca, anch'essa di forma emisferica e di diametro di poco più grande in modo da minimizzare la quantità di olio occorrente. Il bagno d'olio, come una sospensione cardanica, avrebbe neutralizzato le oscillazioni della nave mantenendo stabile la posizione dell'osservatore.